# Погребище (Логойський район)
Погребище (біл. Вёска Пагрэбішча, рос. Погребище) — село в складі Логойського району Мінської області Білорусі, підпорядковане Швабській сільській раді.
Село Погребище розташоване в центральних районах Білорусі, у північній частині Мінської області - орієнтовне розташування.